# Brzostowiec (gromada)
Brzostowiec – dawna gromada, czyli najmniejsza jednostka podziału terytorialnego Polskiej Rzeczypospolitej Ludowej w latach 1954–1972.
Gromady, z gromadzkimi radami narodowymi (GRN) jako organami władzy najniższego stopnia na wsi, funkcjonowały od reformy reorganizującej administrację wiejską przeprowadzonej jesienią 1954 do momentu ich zniesienia z dniem 1 stycznia 1973, tym samym wypierając organizację gminną w latach 1954–1972.
Gromadę Gołosze z siedzibą GRN w Brzostowcu utworzono – jako jedną z 8759 gromad – w powiecie grójeckim w woj. warszawskim, na mocy uchwały nr VI/10/5/54 WRN w Warszawie z dnia 5 października 1954. W skład jednostki weszły obszary dotychczasowych gromad Brzostowiec, Dąbrowa, Ługowiec, Otaląż(), Pączew i Wężowiec ze zniesionej gminy Borowe w powiecie grójeckim, miejscowość Cegielnia z miasta Mogielnica w powiecie grójeckim oraz obszar dotychczasowej gromady Wólka Gostomska i przysiółek Bełek z dotychczasowej gromady Bełek ze zniesionej gminy Góra w powiecie rawskim w woj. łódzkim. Dla gromady ustalono 15 członków gromadzkiej rady narodowej.
31 grudnia 1961 gromadę zniesiono, włączając jej obszar do gromady Mogielnica w tymże powiecie.